# Derringer

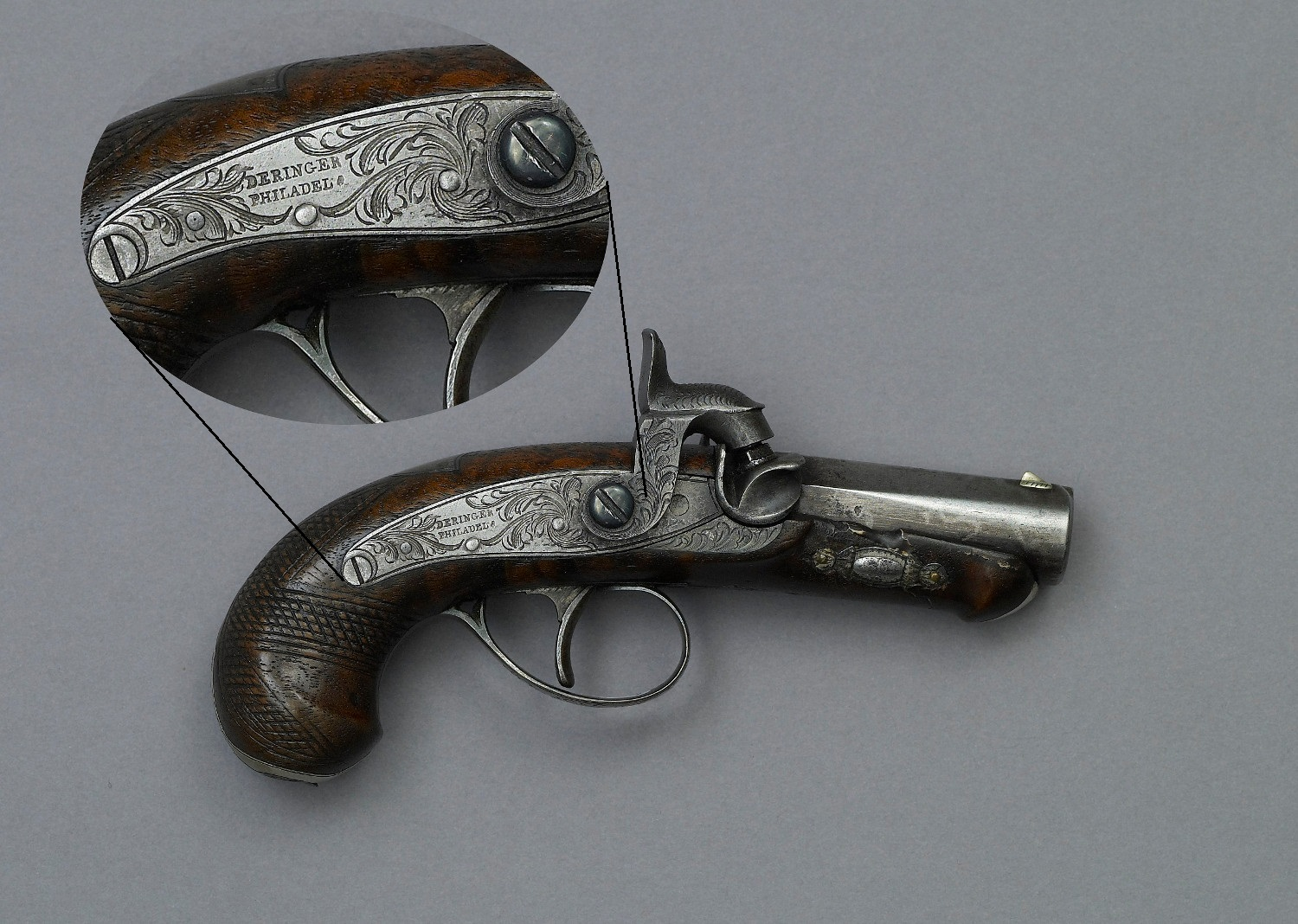
Uma Philadelphia Deringer, original.

O termo "derringer" é uma designação genérica para armas curtas que não podem ser classificadas nem como um revólver nem como uma pistola semiautomática. Não devem ser confundidos com minirevólveres ou pistolas de bolso.

## Histórico

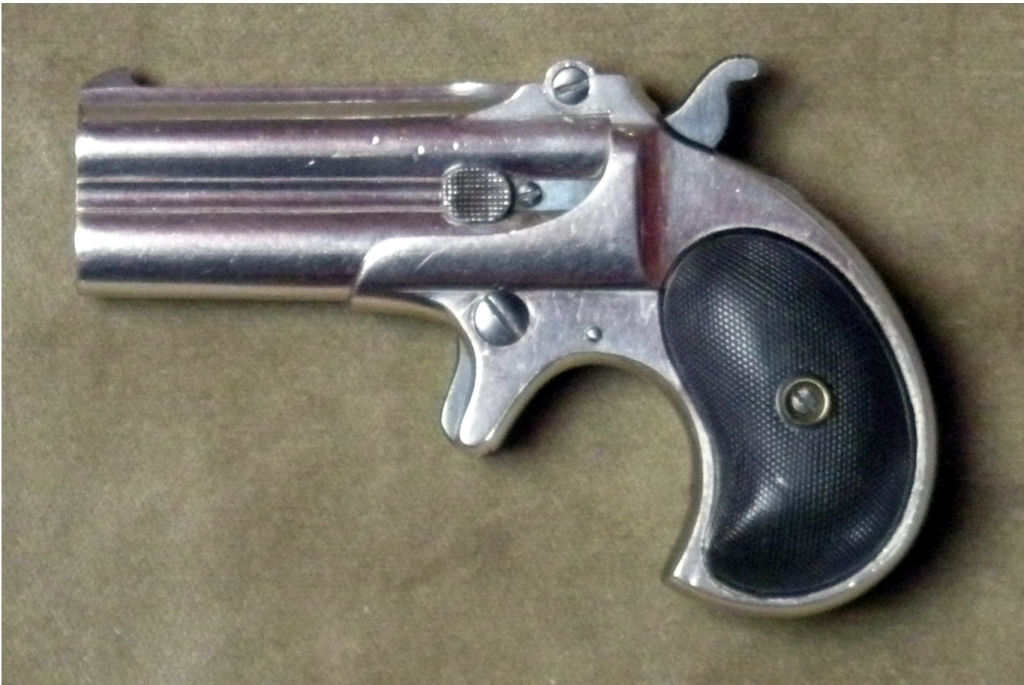
Uma Derringer de cano duplo no calibre .41 da Remington.

O termo "derringer" (/ˈdɛrᵻndʒər/) foi um erro ortográfico do sobrenome de Henry Deringer, que acabou se generalizando. Muitas cópias da Philadelphia Deringer original, foram feitas por outros fabricantes de armas por todo o mundo, e esse "erro" acabou se tornando uma designação alternativa para qualquer Pistola de bolso, juntamente com o termo palm pistol, inventado pelos competidores de Deringer usavam em seus anúncios. Com o advento de pistolas modernas usando cartuchos metálicos, elas continuam sendo chamadas de "derringers".

## Características

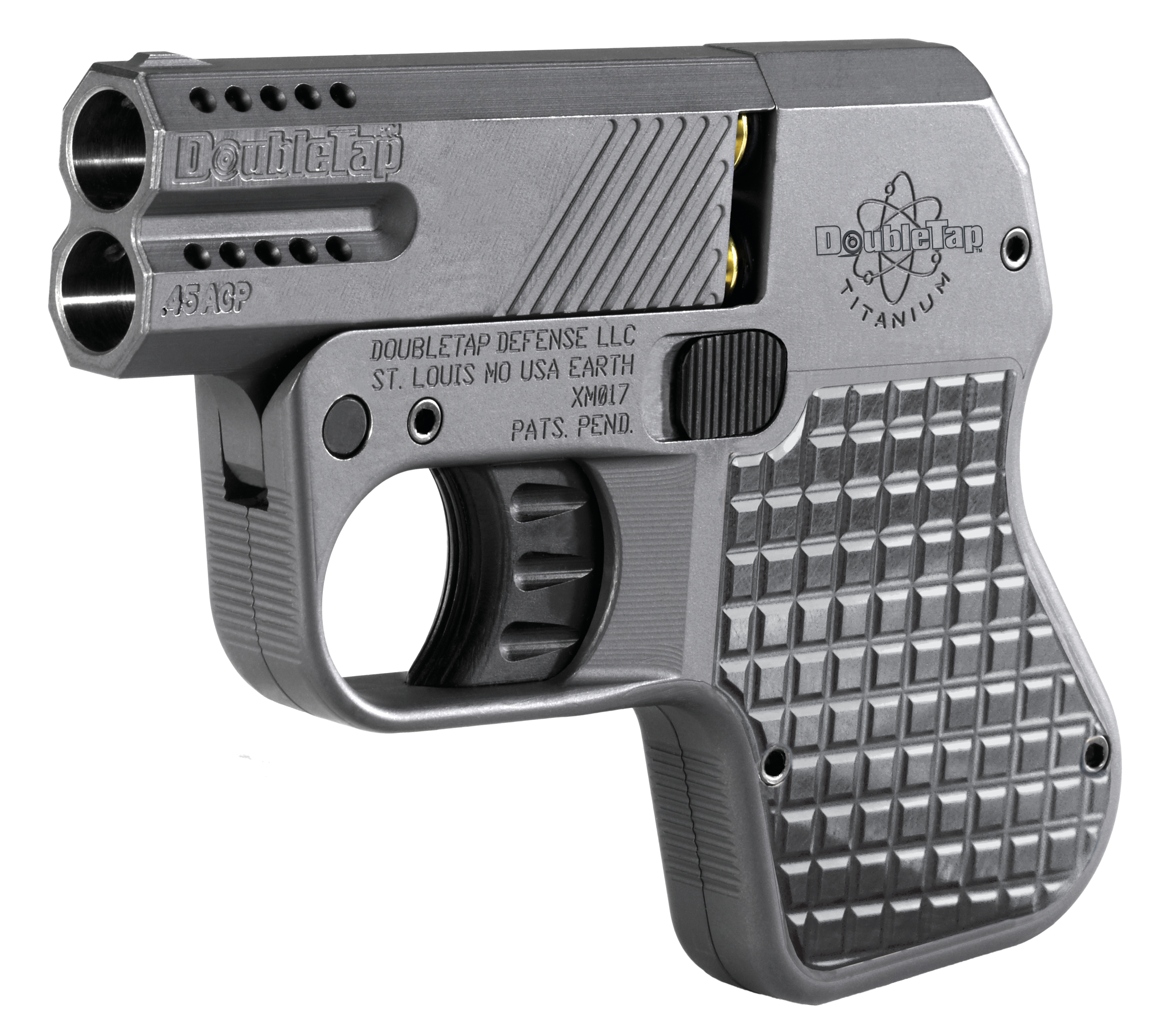
Uma Derringer, moderna no calibre .45 ACP.

A Philadelphia Deringer original, era uma pistola de carregamento pelo cano, com mecanismo de disparo de percussão de espoleta, introduzida em 1852 por Henry Deringer. No total, aproximadamente 15.000 pistolas "Deringer"' foram fabricadas. Todas eram pistolas de um único cano com percussores acionados pela traseira da arma, normalmente usando o calibre .41, de cano estriado e empunhadura de madeira. O comprimento do cano variava de 1,5 a 6 polegadas, e o material empregado na fabricação era uma liga de alumínio, cobre e níquel, conhecido como "prata alemã".